# 아르고스
아르고스(/ˈɑːrɡɒs, -ɡəs/; 그리스어: Άργος el; 고대 그리스어: Ἄργος el)는 아르골리다현, 펠로폰네소스주, 그리스에 있는 도시이자 이전 지방 자치체이며, 세계에서 가장 오래 지속적으로 사람이 거주한 도시 중 하나이자 유럽에서 가장 오래된 도시이다. 아르골리다에서 가장 큰 도시이며, 현청 소재지인 나플리오 인구의 거의 두 배에 달하는 인구를 가진 주요 중심지이다.
2011년 지방 정부 개혁 이후 아르고스-미케네스 지방 자치체의 일부가 되었으며, 아르고스는 지방 자치 단위를 구성한다. 면적은 138.138 km2이다. 역사적인 항구였던 나플리오에서 11 킬로미터 (7 마일) 떨어져 있다. 오랜 역사를 가진 정착지인 아르고스는 지난 7,000년 동안 적어도 상당한 규모의 마을로서 지속적으로 사람이 거주해 왔다.:121-
아르고스 시의 주민은 아르기브인(/ˈɑːrɡaɪv/, /-dʒaɪv/; 고대 그리스어: Ἀργεῖος)이라고 불린다. 그러나 이 용어는 트로이 전쟁 동안 트로이 시를 공격한 고대 그리스인들을 일반적으로 지칭하는 데도 사용되었다. 이 용어는 호메로스 시인들에 의해 더 광범위하게 적용되었다. 수많은 고대 유적지가 있다. 농업이 지역 경제의 주축이다.

## 어원
몇 가지 어원이 전해진다. 첫째로 고대에 도시의 세 번째 왕이었던 전설적인 아르고스와 관련이 있으며, 그는 자신의 이름을 따서 도시의 이름을 변경했다. 이로써 이전 이름인 포로니콘 아스티(Φορωνικόν Άστυ, "포로네우스의 성채")를 대체했다고 한다. 성명과 지명 모두 "흰색" 또는 "빛나는"을 의미하는 단어 argós(αργός)와 관련이 있다. 아마도 이것은 수확 시기에 아르골리다 평야에서 보이는 시각적인 인상과 관련이 있었을 것이다. 스트라본에 따르면, 이 이름은 자음 음위 전환을 통해 '들판'을 의미하는 단어 agrós(αγρός)에서 유래했을 수도 있다.

## 역사

### 고대

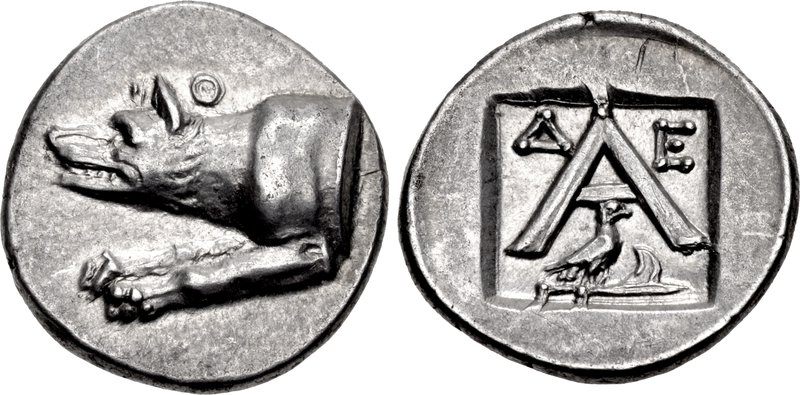
기원전 270년에서 250년경에 주조된 아르고스의 트리오볼. : 도시의 수호신인 아폴론 리케이오스를 상징하는 늑대의 앞부분; : 오목한 사각형 안에 아르고스를 나타내는 큰 A.

헤로도토스는 필리포스 2세와 알렉산드로스 대왕의 아르게아스 왕조(그리스어: Ἀργεάδαι, Argeádai)인 고대 마케도니아 왕가의 기원이 아르고스라는 전통적인 이야기를 처음 기록했다. 아르골리다의 비옥한 평야에 위치한 전략적 요충지로서, 아르고스는 미케네 시대에 주요 요새였다. 고전 고대에는 펠로폰네소스의 패권을 놓고 스파르타의 강력한 경쟁자였으나, 그리스-페르시아 전쟁 동안 중립을 지킨 후 다른 그리스 도시 국가들에게 외면받았다.

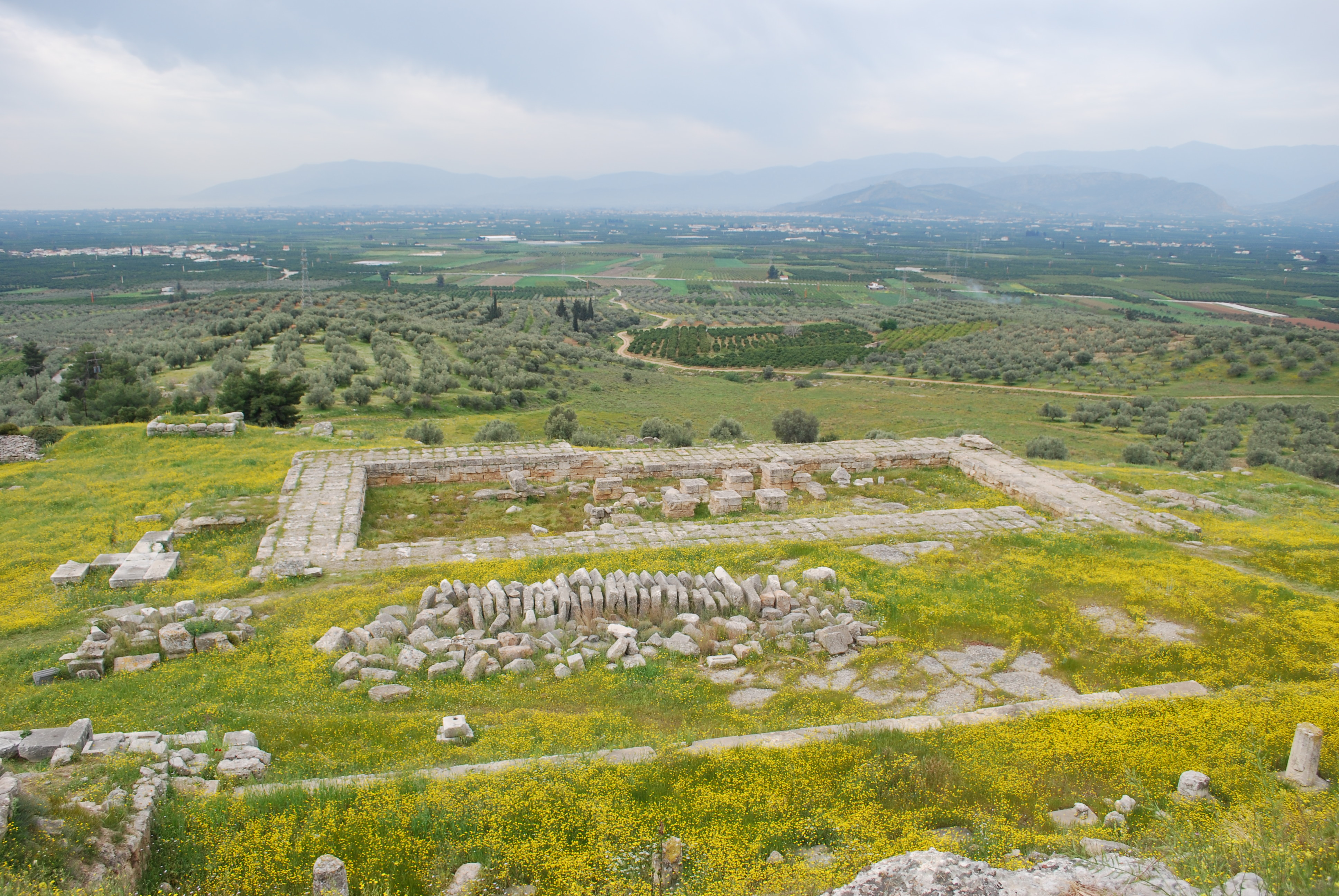
아르고스의 헤라이온

고대 펠로폰네소스

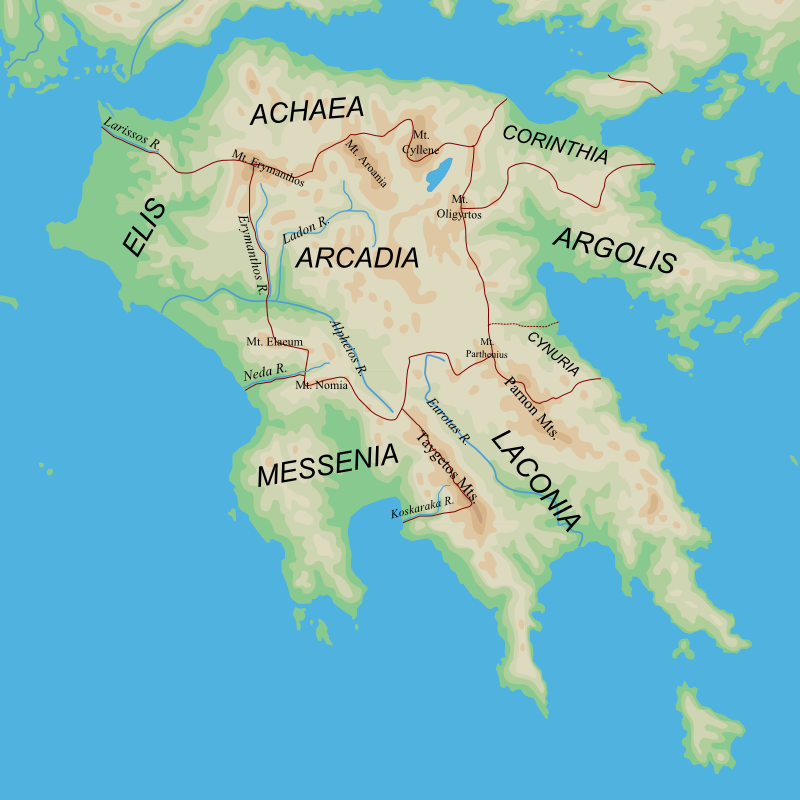
펠로폰네소스 (남부 그리스 본토)의 고대 지역.

아스피다 언덕 기슭에 위치한 약 7,000년 전의 후기 신석기 시대 마을부터 이 지역에 지속적인 정착이 이루어졌다는 증거가 있다.:124 그 이후로 아르고스는 동일한 지리적 위치에서 지속적으로 사람이 거주해 왔다. 아르고스라는 이름이 일반적으로 그리스어 인도유럽어 어원을 가진 것으로 받아들여지는 반면, 라리사는 일반적으로 그리스어 이전 기층 언어에서 유래한 것으로 간주된다.
이 도시는 네메아, 코린토스, 아르카디아현 사이에 있는 상당히 유리한 지역에 위치해 있다. 또한 당시 아르고스 남쪽 끝에서 1킬로미터 떨어져 있던 레르나 호수와 가까워 이점도 있었다.

### 미케네 아르고스
아르고스는 미케네 시대의 주요 요새였으며, 인근의 미케네 아크로폴리스 및 티린스와 함께 아르골리다의 비옥한 평야 한가운데에 위치한 압도적인 지리적 이점 때문에 매우 초기의 정착지가 되었다.

### 고대 아르고스
아르고스는 기원전 7세기 통치자인 페이돈 왕의 활기찬 통치 아래 가장 큰 확장과 권력 시기를 경험했다. 페이돈 아래에서 아르고스는 아르골리드의 도시들에 대한 지배권을 되찾았고 펠로폰네소스에 대한 스파르타의 지배에 도전했다. 스파르타의 지배는 기원전 669년에서 668년에 일어난 휘시아이 전투 이후 중단된 것으로 여겨지며, 이 전투에서 아르고스 군대는 호플리테스 전투에서 스파르타인들을 물리쳤다. 가장 강력했던 시기에 이 도시는 도예 및 청동 조각 학교, 도예 공방, 제혁소, 의류 제조업체를 자랑했다. 또한 정기적인 지역 특산물 전시회 외에도 최소 25개의 축제가 도시에서 열렸다. 헤라에게 헌정된 성역도 오늘날 파나기아 카테크리메니 수도원이 있는 같은 장소에서 발견되었다. 페이돈은 또한 엘리스 시민들로부터 올림픽 경기의 통제권을 빼앗아 자신의 통치 기간 동안 자신을 조직자로 임명함으로써 그리스 전역에 아르고스의 영향력을 확대했다. 페이돈은 또한 아르고스에서 표준 무게와 측정 개혁을 도입한 것으로 생각되는데, 이는 아르고스 헤라이온에서 발견된 6개의 철 "꼬치"가 페이돈의 헌정품 잔해일 가능성이 있다는 것으로 더욱 뒷받침된다.

### 고전 아르고스

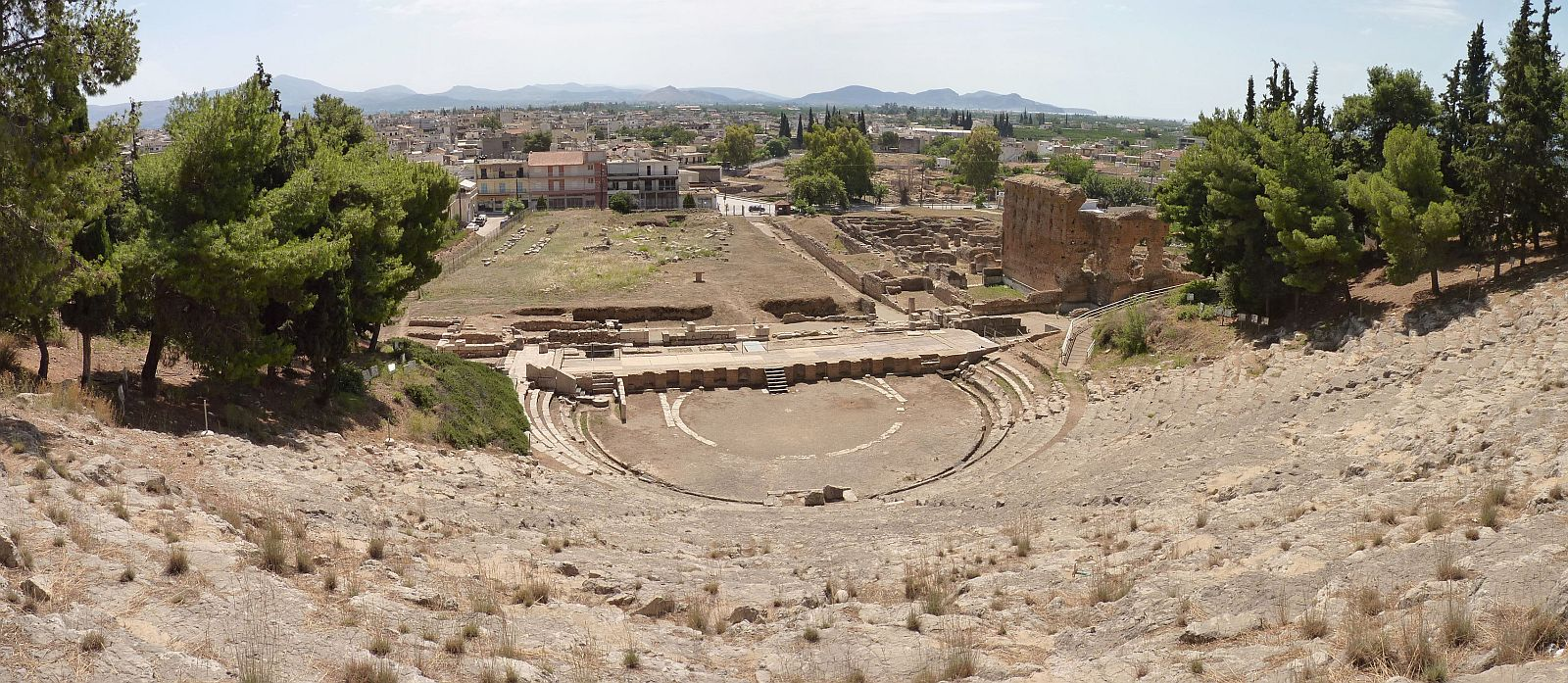
고대 극장의 모습

기원전 494년, 아르고스는 세페이아 전투에서 지역 라이벌인 스파르타에게 뼈아픈 패배를 당했다. 이 패배 이후, 헤로도토스는 도시가 일종의 정체를 겪었다고 말한다. 정치적 혼란은 도시의 민주주의 전환을 초래한 것으로 생각된다. 아르고스는 기원전 480년의 페르시아 침공에 대항하는 그리스 동맹에 참여하지 않았다. 이는 외교적 고립 기간을 초래했지만, 기원전 462년 이전에 테게아와 아르고스의 동맹 관계가 있었다는 증거가 있다.
기원전 462년, 아르고스는 아테네, 테살리아와 함께 삼국 동맹에 참여했다. 그러나 이 동맹은 다소 기능적이지 못했고, 아르고스인들은 오이노에와 타나그라 전투에서 동맹에 미미한 기여만 한 것으로 생각된다. 예를 들어, 타나그라 전투에서 아테네인과 함께 싸운 아르고스 호플리테스는 1,000명에 불과한 것으로 추정된다. 기원전 457년 타나그라에서 동맹군이 패배한 후, 동맹은 해체되기 시작하여 기원전 451년에 해체되었다.
아르고스는 스파르타와 아테네 간의 아르키다모스 전쟁 동안 중립을 유지하거나 아테네의 비효율적인 동맹국으로 남았다. 아르고스의 중립은 다른 그리스 도시들 사이에서 명성을 높이는 결과를 가져왔고, 아르고스는 이 정치적 자산을 사용하여 기원전 421년에 스파르타와 아테네에 대항하는 동맹을 조직하고 이끌었다. 이 동맹에는 만티네이아, 코린토스, 엘리스, 테베, 아르고스, 그리고 나중에는 아테네가 포함되었다. 그러나 이 동맹은 기원전 418년 만티네이아 전투에서 동맹군이 패배한 후 해체되었다. 이 패배와 에피다우로스인들의 아르골리드 약탈은 정치적 불안정을 초래하고 결국 기원전 417년 과두정 쿠데타로 이어졌다. 비록 민주주의가 1년 안에 복원되었지만, 아르고스는 이 쿠데타로 영구적으로 약화되었다. 이러한 약화는 권력 상실로 이어졌고, 이는 고대 아고라에서 현재 다나우와 아기오우 콘스타디누 거리에 의해 경계가 정해진 도시 동쪽으로 상업적 초점이 이동하는 결과를 초래했다.
아르고스는 스파르타에 대항하는 코린토스 전쟁에서 사소한 역할을 했으며, 짧은 기간 동안 코린토스와 통합하여 확장된 아르골리드 국가를 형성하는 것을 고려했다. 잠시 동안 두 폴리스는 합쳐졌지만, 코린토스는 아르고스의 지배에 대해 빠르게 반란을 일으켰고, 아르고스는 전통적인 경계로 돌아갔다. 그 후, 아르고스는 펠로폰네소스에서 중요하지만 정치적으로 불안정한 폴리스로 남았다. 비록 기원전 346년에 이소크라테스가 아테네, 스파르타, 테베와 함께 4대 그리스 도시 중 하나로 꼽았지만, 이는 주로 마케도니아 왕가의 아르게아스 왕조의 전설적인 발상지로서의 상징적 지위 때문이었다. 실제로 아르고스는 군사적으로나 정치적으로 약화되었으며, 기원전 4세기 내내 내부 분열과 시민 폭력으로 시달렸다.
기원전 350년대에 아르고스는 스파르타의 새로운 침략에 저항하기 위해 메세네와 메갈로폴리스와 합류했으며, 특히 아르키다모스 3세의 반스파르타 동맹에 대한 작전 동안 그러했다. 아르고스인들은 메갈로폴리스 방어에 참여했지만 오르네아이에서의 패배와 테베 증원군의 도착 이후 빠르게 철수했는데, 이는 군사적 회피와 제한된 효율성이라는 더 넓은 패턴을 반영한다.
기원전 346년 필로크라테스 평화조약 이후 아르고스는 필리포스 2세와 더욱 깊이 교류했다. 데모스테네스는 아르고스 지도자들이 마케도니아와 협력했다고 비난했지만, 이러한 관계는 이념적 일치보다는 전략적 우려에 의해 더 많이 좌우된 것으로 보인다. 미르티스, 텔레다모스, 므나세아스를 포함한 마케도니아 동조자들은 기원전 330년까지 도시에서 권력을 장악했다. 그러나 아르고스는 기원전 338년 카이로네이아 전투와 같은 주요 분쟁에서 신중한 중립을 유지했으며, 어느 쪽에도 병력을 보내지 않았다.
아르고스의 중립에도 불구하고, 필리포스 2세는 기원전 337년에 스파르타를 약화시키고 경쟁자들을 보상하기 위한 펠로폰네소스 국경 재편의 일환으로 스파르타 영토를 아르고스에 수여했다. 아르고스는 논쟁의 여지가 있는 티레아티스 지역, 파르논 산의 동쪽 해안, 또는 둘 다를 받았지만, 정확한 영토 할당은 여전히 논쟁 중이다. 이러한 확장은 아르고스를 펠로폰네소스에서 가장 큰 영토 국가 중 하나로 만들었으며, 최대 1,400 km²에 달하는 지역을 통제했다.
아르고스에 영토를 부여하기로 한 결정은 아르게아드 왕조와의 상징적인 연결과 스파르타와의 오랜 적대 관계의 영향을 받았을 것이다. 그러나 필리포스가 아르고스에 대한 신뢰가 제한적이었던 것은 기원전 342년에 아테네와 동맹을 맺었던 점과 카이로네이아 전투에 불참했던 점 때문일 수 있으며, 이는 그의 관대함의 정도를 완화시켰을 수 있다. 이후 마케도니아 왕들, 예를 들어 안티고노스 3세는 자락스와 같은 분쟁 지역에 대한 아르고스의 통제권을 재확인했다.

### 고전 아르고스의 민주주의
아르고스는 대부분의 고전 시대에 민주주의 국가였으며, 기원전 418년에서 416년 사이에 짧은 중단만 있었다. 민주주의는 기원전 494년 스파르타와의 세페이아 전투에서 재앙적인 패배를 겪은 후에 처음 확립되었다. 전투에서 너무 많은 아르고스인들이 사망하여 혁명이 일어났고, 이전에 권리를 박탈당했던 외부인들이 처음으로 국가에 포함되었다.
아르고스의 민주주의는 의회(알리아이아), 평의회(볼라), 그리고 정확한 책임이 불분명한 '팔십인'이라는 또 다른 기관을 포함했다. 행정관들은 몇 가지 예외를 제외하고 6개월 임기로 재직했으며, 임기 말에 감사를 받았다. 도편 추방이 시행되었다는 약간의 증거가 있다.

### 헬레니즘 시대 아르고스
기원전 323년 알렉산드로스 대왕 사망 후, 아르고스는 라미아 전쟁 중 아테네, 아이톨리아, 메세니아 등과 함께 반마케도니아 연합에 합류했다. 필리포스 2세 시대의 이전 유보적인 태도에서 이러한 변화는 도시 내에서 반마케도니아 정서와 리더십의 부상을 반영한다. 그러나 아르고스의 참여는 제한적이었다. 다른 펠로폰네소스 폴리스들처럼, 지속적인 군사적 참여에 대한 의지는 거의 없었고, 초기 열정 이후에는 방어적 신중함의 패턴으로 돌아왔다.
기원전 318년, 마케도니아의 섭정 폴리페르콘이 필리포스 2세와 알렉산드로스 시대의 체제를 복원하라는 지침을 발표했을 때, 그는 아르고스와 다른 도시들에 특별히 편지를 보내 친안티파트로스 지도자들을 추방하거나 처형하고 그들의 재산을 몰수할 것을 촉구했다. 아르고스가 명시적으로 지명된 유일한 폴리스였다는 사실은 아르게아드 왕조의 전설적인 고향으로서 아르고스의 상징적 중요성을 강조한다. 아르고스 의회는 처음에 폴리페르콘과 그의 아들 알렉산더와 제휴했다. 그러나 기원전 316년 여름, 카산드로스가 아폴로니데스를 아르고스의 스트라테고스로 임명하고 도시에 수비대를 배치했다. 아폴로니데스가 이듬해 아르카디아에서 원정을 벌이는 동안, 아르고스인들은 폴리페르콘의 아들 알렉산더를 초대하여 도시를 되찾게 했다. 아폴로니데스의 원정은 성공했지만(야간 공격으로 스팀팔루스를 점령했다), 중단되었다. 아르고스의 배신을 들은 아폴로니데스는 아르고스로 돌아와 잔혹한 숙청을 단행했다. 약 500명의 폴리페르콘 지지자들이 프리타네이온에서 산 채로 불태워졌다. 산 채로 불태워지지 않은 공모자들은 추방되거나 처형되었다. 이 사건은 기원전 370년의 악명 높은 스키탈리스모스 이후 아르고스 역사상 두 번째 주요 숙청이었으며, 호플리테스 시민 계급의 최대 5%를 제거했을 수 있다.
이러한 정치 지도부의 "참수"는 아르고스가 도시 간 문제에 대한 참여를 줄이고 나중에 아카이아 동맹과 같은 새로운 연방 형성과 분리되는 데 기여했을 가능성이 높다. 카산드로스는 그 후 친마케도니아 과두정을 설치했을 것이며, 이는 기원전 303년 아르고스가 데메트리우스에게 넘어간 여러 북부 및 중부 펠로폰네소스 폴리스와 합류할 때까지 통제를 유지했다. 아르고스의 해방은 아르고스인들 자신에 의해 도시의 자유를 신의 개입, 특히 아폴로에게 돌리는 비문에서 신화화되었으며, 데메트리우스는 완전히 생략되었다.
기원전 301년 이프소스 전투에서 안티고노스 왕조가 패배한 후 아르고스의 정치적 지위는 불분명하다. 플루타르코스는 데메트리우스가 자신에게 등을 돌렸던 여러 펠로폰네소스 도시들을 회복했다고 언급하지만, 그 도시들의 이름을 명시하지 않으므로 아르고스의 포함 여부는 추측에 불과하다. 트로이젠과 같은 아르골리드 아크테의 다른 폴리스들은 기원전 295년에 데메트리우스의 영향력 아래로 돌아왔을 가능성이 높다. 트로이젠이 기원전 286년 아시아 원정에 선박과 병력을 기여했다는 사실은 적어도 어느 정도의 안티고노스 왕조의 통제 또는 협력이 지속되었음을 시사한다. 데메트리우스 사망 후, 아르골리드 도시들에 대한 광범위한 통제는 추적하기 어려워진다. 고나타스가 이 지역들에 대한 권한을 상속받았는지 여부는 불확실하다. 트로이젠은 270년대 초까지 마케도니아 수비대를 계속 주둔시켰으며, 이 수비대는 스파르타의 섭정 클레오니모스의 원정 중에 추방되었다. 그러나 이 시기 아르고스에 대한 유사한 군사 활동은 기록되지 않았다.
기원전 272년 이피로스의 피로스 왕이 펠로폰네소스를 침공했을 때, 아르고스는 자치적이었지만 정치적으로 분열되어 있었던 것으로 보인다. 피로스가 펠로폰네소스에서 원정을 벌이는 동안, 아르고스인들은 그에게 시민 분쟁에 개입해 달라고 요청했다. 안티고노스 고나타스도 접근하고 있었기 때문에, 피로스는 은밀히 군대를 이끌고 도시로 진입했지만, 그곳은 적대적인 병사들로 가득 차 있었다. 좁은 도시 거리에서 혼란스러운 아르고스 전투가 벌어지는 동안, 피로스는 갇히게 되었다. 그가 아르고스 병사와 싸우는 동안, 지붕에서 지켜보던 그 병사의 노모가 기와를 던져 피로스를 말에서 떨어뜨리고 척추 일부를 부러뜨려 마비시켰다. 가격 후 그가 살아 있었는지 여부는 알 수 없지만, 무의식 상태의 왕의 얼굴을 보고 겁에 질린 마케도니아 병사 조피로스가 머뭇거리며 서투르게 그의 움직이지 않는 시신의 목을 베면서 그의 죽음은 확실해졌다. 이 이야기는 후에 플루타르코스가 자신의 피로스 전기에 기록했다.

### 로마 및 비잔틴 시대

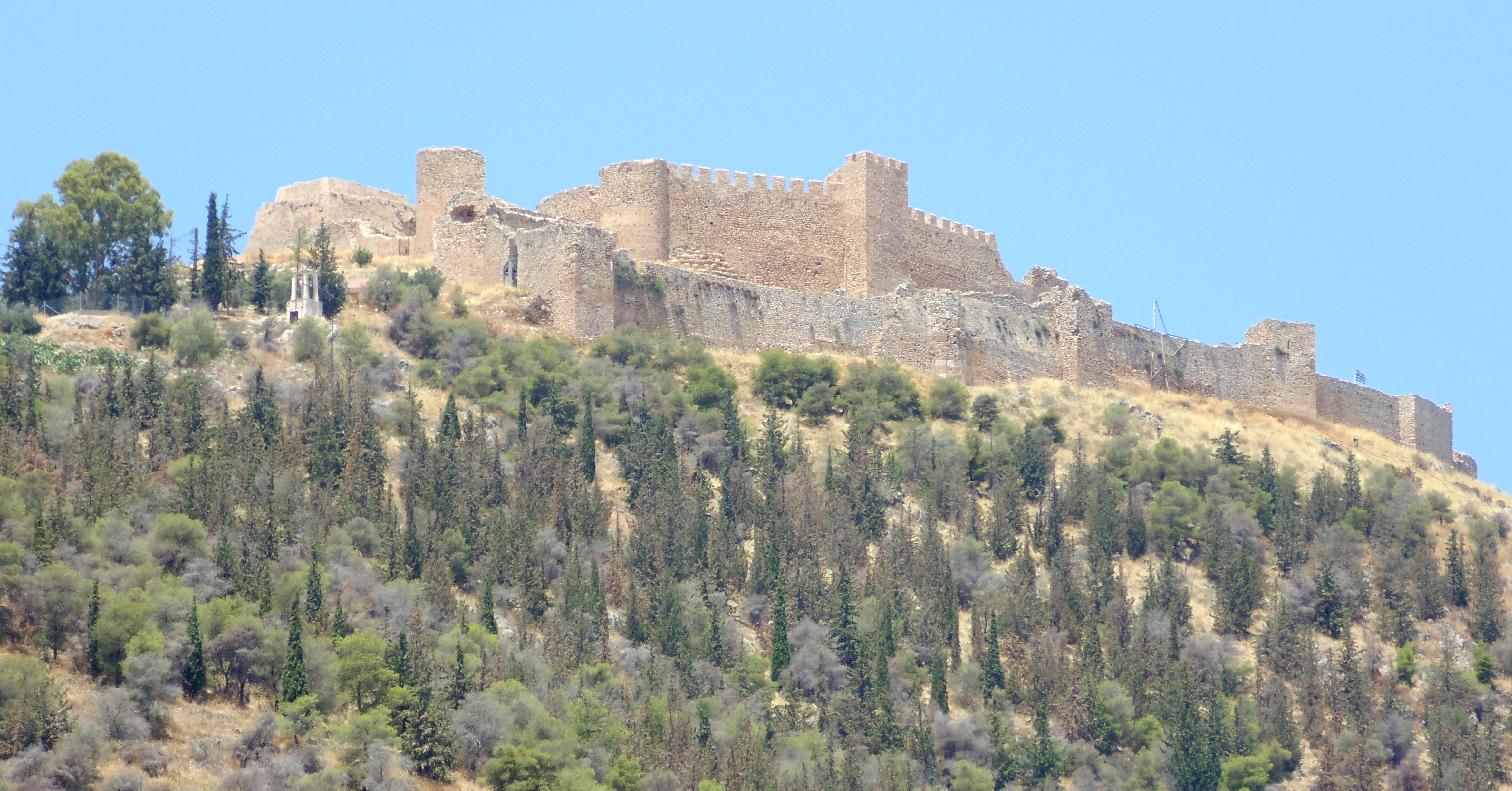
라리사 언덕의 성채.

로마 지배하에서 아르고스는 아카이아 속주의 일부였다. 초기 대공국 시대에는 번성했지만, 아르고스는 그리스와 발칸반도의 많은 지역과 마찬가지로 3세기 위기 동안 외부 위협과 내부 반란으로 제국이 혼란에 빠지면서 재앙을 겪었다. 갈리에누스 황제 통치 기간에, 고트족과 헤룰리족 약탈대가 서기 267년 흑해에서 남하하여 그리스 해안과 내륙을 황폐화시켰다. 아테네, 스파르타, 코린토스, 테베, 아르고스 모두 약탈당했다. 갈리에누스는 마침내 그들의 북쪽 퇴각로를 차단하고 모이시아의 나이수스에서 대대적인 학살로 그들을 섬멸했다.
통일 제국의 마지막 황제 테오도시우스 1세가 사망하자, 알라리쿠스 1세가 이끄는 서고트족은 서기 396-397년에 그리스로 내려와 약탈과 약탈을 자행했다. 동로마와 서로마의 군벌인 루피누스나 스틸리코는 그들 사이의 정치적 상황 때문에 그들을 효과적으로 막아내지 못했다. 아테네와 코린토스 모두 약탈당했다. 고대 자료의 상충되는 성격 때문에 아르고스의 정확한 파괴 수준은 논쟁의 여지가 있지만, 도시와 사람들에게 미친 피해는 상당했다. 스틸리코는 마침내 서부 그리스에 상륙하여 서고트족을 이피로스 북쪽으로 몰아냈다. 아르고스에서 파괴되었다고 알려진 유적지로는 하이포스틸 홀, 아고라의 일부, 오데이온, 아프로디시오온 등이 있다. 7세기 후반에는 헬라스 테마의 일부가 되었고, 나중에는 펠로폰네소스 테마의 일부가 되었다.

### 십자군 및 오스만 제국 지배
제4차 십자군 이후, 십자군들은 고대 아크로폴리스 터인 라리사 언덕에 세워진 성을 점령했으며, 이 지역은 아르고스와 나우플리아의 영지의 일부가 되었다. 1388년에 베네치아 공화국에 매각되었으나, 베네치아인들이 도시를 장악하기 전에 모레아 데스포티스인 테오도로스 1세 팔레올로고스에게 점령당했고, 그는 1394년에 어쨌든 베네치아에 팔았다. 십자군들은 라틴 주교구를 설립했다. 베네치아의 통치는 1463년 오스만 제국이 도시를 점령할 때까지 지속되었다.
1397년, 오스만 제국은 아르고스를 약탈하고 주민의 일부를 끌고 가서 노예로 팔았다. 베네치아인들은 알바니아 정착민들로 도시와 지역을 재인구화하고, 그들에게 장기적인 농업 세금 면제를 부여했다. 아르고스의 그리스인들과 함께, 그들은 베네치아 군대에 스트라디오트 병력을 공급했다. 오스만-베네치아 전쟁 동안, 많은 알바니아인들이 베네치아를 위해 봉사하다 죽거나 포로로 잡혔다. 나프파크토스, 나플리오, 아르고스, 메토니, 코로니, 필로스에서 그러했다. 또한, 8,000명의 알바니아 스트라디오트들은 대부분 가족들과 함께 베네치아 공화국 또는 나폴리 왕국 아래에서 군 복무를 계속하기 위해 펠로폰네소스를 떠났다. 오스만-베네치아 전쟁이 끝날 무렵, 많은 수의 알바니아인들이 펠로폰네소스에서 시칠리아로 도피했다. 일부 역사가들은 프랑스 군사 용어 "아르굴레트"가 그리스어 "아르게테스", 즉 아르고스 거주자에서 유래했다고 생각하는데, 이는 많은 프랑스 스트라디오트들이 아르고스 평야에서 왔기 때문이다.

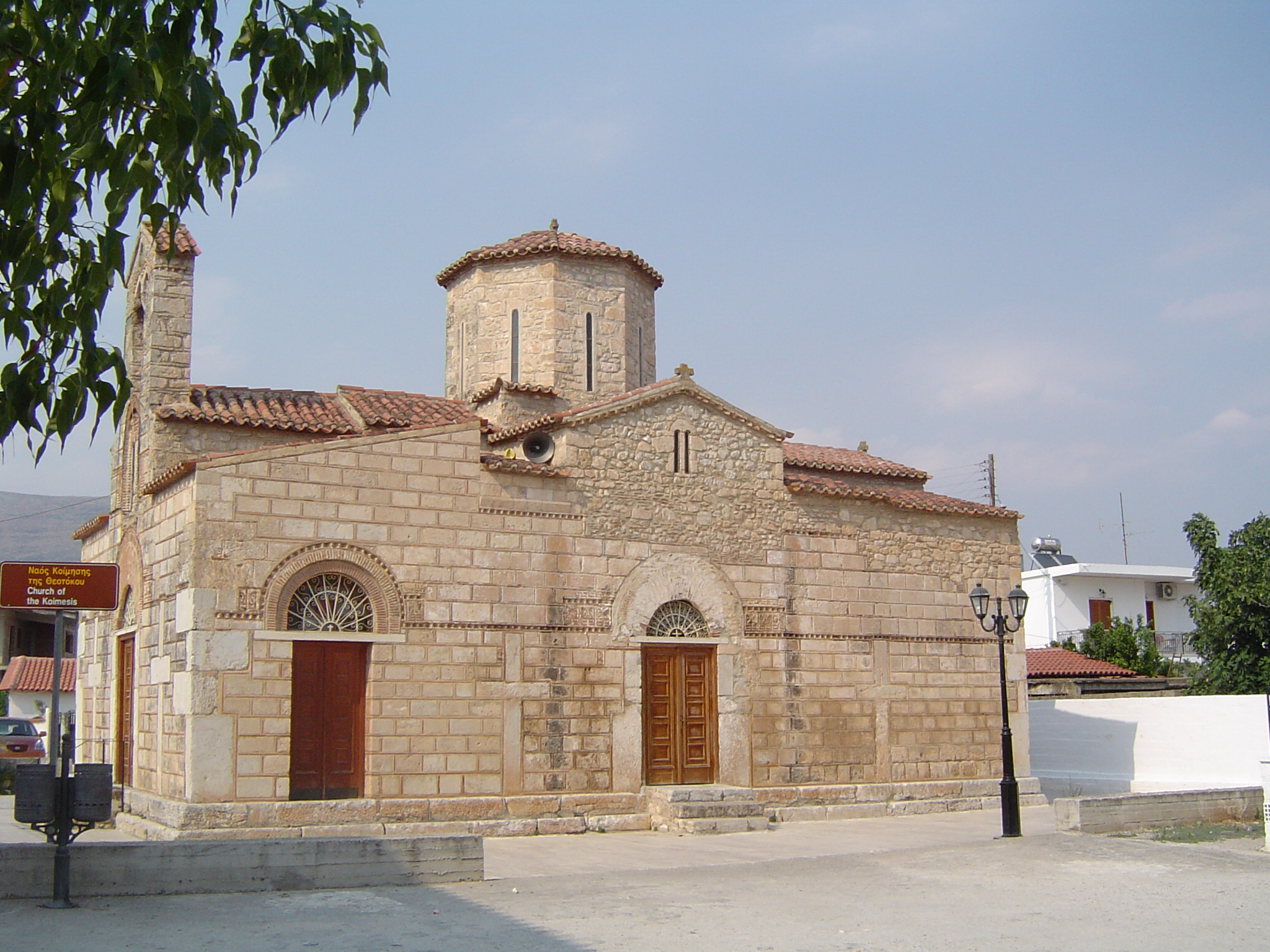
네오 이레오의 키미시스 (성모 영면) 교회

오스만령 그리스 시대에 아르고스는 네 개의 마할라 또는 구역으로 나뉘었다. 그리스 (룸) 마할라, 리에푸르 마할라, 베키르 에펜티 마할라, 카라무차 또는 베시클레르 마할라로, 각각 오늘날 도시의 북동부, 북서부, 남서부, 남동부에 해당한다. 그리스 마할라는 터키 문서에서 "아르코스 마을의 불신자 구역"이라고도 불렸으며, 리에푸르 마할라 (토끼 구역)는 주로 알바니아 이민자와 명망 있는 가족들로 구성되어 있었다. 카라무차 마할라는 가장 저명한 터키인들의 거주지였으며, 모스크 (현대의 아기오스 콘스타디노스 교회), 터키인 묘지, 알리 나킨 베이의 세라일, 터키식 목욕탕, 터키 학교를 자랑했다. 또한 이 시기에 카포디스트리아스 병영 북쪽, 현대에도 시장이 열리는 같은 장소에 도시의 야외 시장이 처음으로 조직되었다. 대부분의 오스만 도시가 따랐던 도시 계획에 따르면 그곳에도 모스크가 있었을 것이다.
아르고스는 이 시기에 무계획적이고 무질서하게 확산되면서 기하급수적으로 성장했다. 프랑스 탐험가 푸크빌이 언급했듯이, "그 집들은 정렬되지 않고, 질서 없이 여기저기 흩어져 있으며, 가정 정원과 경작되지 않은 지역으로 나뉘어 있다". 리에푸르 마할라가 가장 조직적이고 좋은 배치를 가졌던 반면, 베키르 마할라와 카라무차 마할라는 가장 미로 같았다. 그러나 모든 구역은 같은 유형의 거리를 공유했다. 첫째, 모든 구역에는 넓고 번잡하며 이웃 간의 통신을 허용하도록 의도된 주요 공공 도로가 있었다 (대표적인 예는 현대의 코린투, 나플리우, 트리폴레오스 거리이다). 각 마할라 내부로 이어지는 2차 도로도 모든 네 구역에서 흔했으며, 반공공적인 성격을 가졌다. 반면 3차 유형의 도로는 가족들이 집으로 접근하기 위해 특별히 사용되는 막다른 개인 골목을 의미했다. 이러한 도시 배치의 잔재는 오늘날에도 목격될 수 있는데, 아르고스는 특히 길고 복잡한 거리, 좁은 골목, 밀집된 주택 건축 양식에서 이러한 오스만식 유형의 여러 요소를 여전히 보존하고 있다.

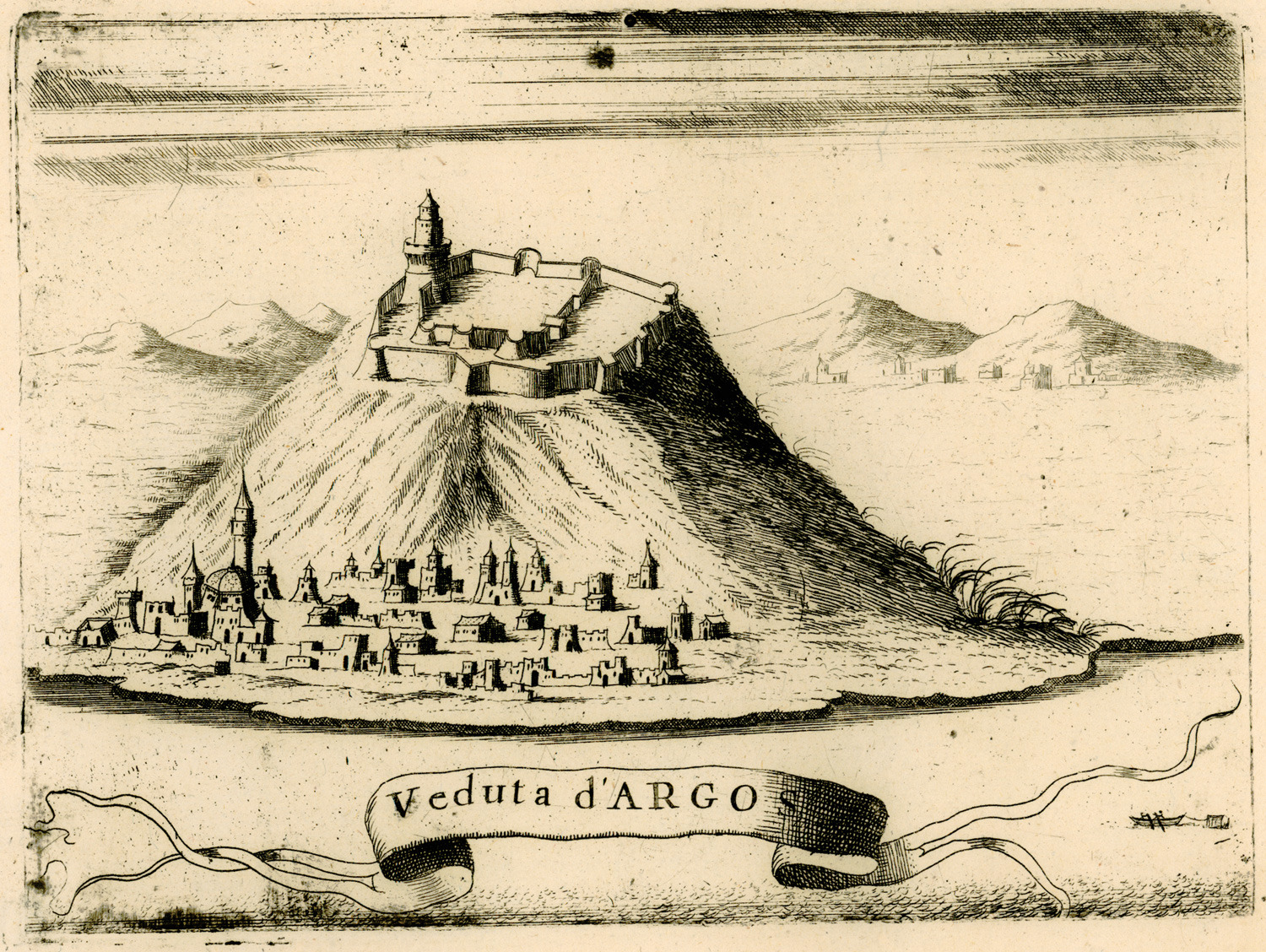
빈첸초 코로나렐리의 아르고스 삽화, 1688년

### 독립 및 현대사
1687년부터 1715년까지의 베네치아 지배 기간을 제외하고, 아르고스는 1821년 그리스 독립 전쟁이 시작될 때까지 오스만 제국의 지배하에 있었으며, 당시 부유한 오스만 가문들은 더 강력한 요새를 가진 인근 나플리오로 이주했다.
그 당시, 일반적인 봉기의 일환으로, 전국 각지에서 많은 지방 정부 기관이 형성되었고, 1821년 3월 28일 펠로폰네소스 의회 아래 "아르고스 영사관"이 선포되었다. 1821년 3월 28일부터 5월 26일까지는 "영사"라는 칭호를 가진 스타마텔로스 안토노풀로스라는 단일 국가 원수가 있었다.
이후 아르고스는 에피다우로스 제1국민회의의 통일 임시 정부의 권위를 받아들였고, 결국 그리스 왕국의 일부가 되었다. 요안니스 카포디스트리아스 총독이 취임하면서 도시는 근대화를 위한 노력을 기울였다. 농업 마을이었던 만큼 도시 계획의 필요성이 절실했다. 이러한 이유로 1828년 카포디스트리아스 자신이 기계공 스타마티스 불가리스를 아르고스에 넓은 거리, 광장, 공공장소를 제공할 도시 계획의 설계자로 임명했다. 그러나 불가리스와 이후 프랑스 건축가 드 보로춘의 계획 모두 현지 주민들에게 잘 받아들여지지 않아 전자는 자보스에 의해 수정되어야 했다. 궁극적으로 어떤 계획도 완전히 구현되지는 않았다. 그럼에도 불구하고, 이나호우 거리부터 오늘날 철도 선로가 있는 지점까지의 지역에서 나타나는 무질서한 도시 확산과 같은 혁명 전 배치의 명확한 증거에도 불구하고, 드 보로춘의 계획의 구조적 특징은 오늘날 도시에서 발견될 수 있다.
1829년, 아르고스는 그리스 현대사에서 중요한 사건인 아르고스 제4국민회의를 개최했는데, 이 회의는 그리스 상원을 설립하고 피닉스를 국가의 첫 통화로 채택하는 등 중요한 변화를 가져왔다.
그리스 정부가 그리스의 수도를 나플리오에서 아테네로 이전하려는 의도에 대한 논의가 진행된 후, 아르고스 또한 잠재적인 새 수도 후보가 될 가능성에 대한 논의가 더 자주 이루어졌으며, 이 아이디어를 지지하는 사람들은 아테네와 달리 아르고스가 지리적으로 자연스럽게 보호되며 인근 항구(나플리오)의 이점을 누린다고 주장했다. 또한, 아테네에서는 대부분의 토지가 그리스 교회 소유였기 때문에 공공 건물 건설이 어려울 것이며, 이는 많은 공용징수가 필요하다는 것을 의미한다고 주장되었다. 반대로 아르고스는 이러한 문제가 없었으며, 이러한 목적을 위한 넓은 가용 지역을 가지고 있었다. 결국, 그리스 수도를 아르고스로 이전하자는 제안은 오톤 왕의 아버지인 루트비히에 의해 거부되었으며, 그는 아테네를 수도로 만들 것을 주장했고, 이는 결국 1834년에 이루어졌다.
독일 점령 기간 동안 아르고스 비행장은 연합군에 의해 자주 공격받았다. 한 번의 대규모 공습으로 1943년 10월 14일 도시가 폭격당하여 약 100명의 아르고스 주민이 사망하고 여러 명이 부상당했으며, 독일군도 75명의 사상자가 발생했다. 폭격은 비행장에서 남동쪽으로 향하여 카타크리크메니 수도원과 도시의 여러 지역, 철도역까지 강타했다.

## 신화
아르고스의 신화 속 왕들은 (순서대로): 이나코스, 포로네우스, 아피스, 아르고스, 크리아소스, (포르바스, 트리오파스는 일부 자료에서 크리아소스와 이아소스 사이에 위치하기도 함), 이아소스, 아게노르, (크로토푸스와 스테넬로스는 일부 자료에서 아게노르와 겔라노르 사이에 위치하기도 함), 겔라노르 또는 펠라스고스, 다나오스, 린케우스, 아바스, 프로이토스, 아크리시오스, 페르세우스, 메가펜테스, (아르게우스와 아낙사고라스는 일부 자료에서 그 뒤를 잇기도 한다).
타티안이 제시한 아르고스의 17대 연속 왕 중에는 아피스, 아르기오스, 크리아소스, 포르바스가 아르고스와 트리오파스 사이에 포함되어 있어, 트리오파스와 아르고스의 명백한 무관함을 설명해준다.
아르고스 시는 제우스 신과 아르고스의 왕 아크리시오스의 딸인 다나에의 아들인 페르세우스 신화적 인물의 출생지라고 믿어졌다.
아르고스의 17대 왕 이후, 동시에 아르고스를 다스리는 세 명의 왕이 있었다(아낙사고라스 참고). 한 명은 비아스의 후손, 한 명은 멜람푸스의 후손, 그리고 한 명은 아낙사고라스의 후손이었다. 멜람푸스는 그의 아들 만티우스가 뒤를 이었고, 그 다음은 오이클레스, 그리고 암피아라오스였으며, 그의 멜람푸스 가문은 형제인 알크메온과 암피로코스까지 이어졌다.
아낙사고라스는 그의 아들 알렉토르가 뒤를 이었고, 그 다음은 이피스였다. 이피스는 그의 왕국을 그의 조카인 그의 형제 카파네우스의 아들 스테넬로스에게 물려주었다.
비아스는 그의 아들 탈라오스가 뒤를 이었고, 그 다음은 그의 아들 아드라스토스였는데, 그는 암피아라오스와 함께 비극적인 테베 공격 전쟁을 지휘했다. 아드라스토스는 그의 아들인 아에게이알레우스에게 왕국을 물려주었는데, 그는 후에 에피고노이의 전쟁에서 사망했다. 아드라스토스의 사위 티데우스와 딸 데이필레를 통해 아드라스토스의 손자인 디오메데스는 아에게이알레우스를 대신하여 트로이 전쟁 동안 아르고스의 왕이었다. 이 가문은 아낙사고라스와 멜람푸스의 가문보다 오래 지속되었고, 결국 디오메데스의 망명 직후 그의 마지막 후손인 아에게이알레우스의 아들 키아니푸스 아래에서 왕국이 재통일되었다.

## 기독교사
기독교가 아르고스에 정착된 후, 현존하는 기록에 문서화된 최초의 주교는 게네트리우스로, 그는 서기 448년 콘스탄티노폴리스 총대주교 플라비아누스가 소집한 시노드에 참여하여 에우티케스를 성직에서 해임하고 파문했다. 다음 아르고스 주교 오네시무스는 451년 칼케돈 공의회에 참석했다. 그의 후임자인 탈레스는 458년에 로마 속주 헬라스의 주교들이 비잔틴 제국 황제 레오 1세에게 알렉산드리아의 프로테리우스 살해에 항의하기 위해 보낸 서한에 서명했다. 요안네스 주교는 680년의 제3차 콘스탄티노폴리스 공의회에, 테오티무스 주교는 포티오스의 콘스탄티노폴리스 공의회 (879년)에 참석했다. 현지 주교좌는 오늘날 그리스 정교회 아르골리다 대교구이다.
프랑크 십자군 통치 아래 아르고스는 1212년에 라틴 교회 주교구가 되었고, 이는 아르고스가 1463년 오스만 제국에 점령될 때까지 주거지로 지속되었지만 1686년 두 번째 베네치아 통치 아래에서 부활했다. 오늘날 이 교구는 가톨릭 명예 주교구이다.

## 지리

### 세부 행정 구역
옛 지방 자치체이자 현재의 지방 자치 단위는 다음 코뮌과 그에 해당하는 정착촌으로 세분화된다.
| 코뮌       | 정착촌                                              |
| ---------- | --------------------------------------------------- |
| 아르고스   | 아코바, 아르고스, 코클라, 티메니오                  |
| 달라만아라 | 달라만아라                                          |
| 엘리니코   | 엘리니코, 크리아 브리시, 크리오네리, 투르니키, 조가 |
| 이라       | 이라                                                |
| 이나초스   | 이나초스, 트리스트라토                              |
| 케팔라리   | 케팔라리, 마굴라                                    |
| 쿠르타키   | 쿠르타키                                            |
| 랄루카     | 랄루카                                              |
| 피르게야   | 피르게야                                            |

### 기후
아르고스는 더운 여름이 있는 지중해성 기후(쾨펜: Csa)이다. 여름에는 그리스에서 가장 더운 곳 중 하나이다. 아르고스는 일반적으로 겨울이 춥지만, 지역 기후 때문에 일부 겨울철에는 강수량이 적을 수 있다. 아르고스의 날씨는 겨울에도 일년 내내 풍부한 햇빛을 포함한다. 영하 온도는 주로 겨울철 야간에 기록된다. 강설은 일반적으로 드물지만, 발생하지 않는 것은 아니다. 아르고스의 가장 최근의 상당한 강설은 2017년 1월 초 대규모 유럽 한파 동안 발생했다. 아르고스의 연간 강수량에도 어느 정도 변동이 있는데, 아르고스의 강수량은 연도에 따라 보통 300에서 800밀리미터 사이이다.
| Argos (1980–2010)의 기후                      | Argos (1980–2010)의 기후 | Argos (1980–2010)의 기후 | Argos (1980–2010)의 기후 | Argos (1980–2010)의 기후 | Argos (1980–2010)의 기후 | Argos (1980–2010)의 기후 | Argos (1980–2010)의 기후 | Argos (1980–2010)의 기후 | Argos (1980–2010)의 기후 | Argos (1980–2010)의 기후 | Argos (1980–2010)의 기후 | Argos (1980–2010)의 기후 | Argos (1980–2010)의 기후 |
| 월                                            | 1월                      | 2월                      | 3월                      | 4월                      | 5월                      | 6월                      | 7월                      | 8월                      | 9월                      | 10월                     | 11월                     | 12월                     | 연간                     |
| --------------------------------------------- | ------------------------ | ------------------------ | ------------------------ | ------------------------ | ------------------------ | ------------------------ | ------------------------ | ------------------------ | ------------------------ | ------------------------ | ------------------------ | ------------------------ | ------------------------ |
| 일평균 최고 기온 °C (°F)                      | 14.6 (58.3)              | 14.7 (58.5)              | 17.4 (63.3)              | 21.3 (70.3)              | 26.5 (79.7)              | 31.4 (88.5)              | 34.0 (93.2)              | 33.7 (92.7)              | 29.7 (85.5)              | 24.7 (76.5)              | 19.2 (66.6)              | 15.5 (59.9)              | 23.6 (74.4)              |
| 일일 평균 기온 °C (°F)                        | 8.2 (46.8)               | 8.4 (47.1)               | 10.9 (51.6)              | 14.9 (58.8)              | 20.3 (68.5)              | 25.1 (77.2)              | 27.5 (81.5)              | 26.8 (80.2)              | 22.6 (72.7)              | 18.0 (64.4)              | 13.0 (55.4)              | 9.6 (49.3)               | 17.1 (62.8)              |
| 일평균 최저 기온 °C (°F)                      | 3.0 (37.4)               | 2.9 (37.2)               | 4.3 (39.7)               | 6.7 (44.1)               | 10.5 (50.9)              | 14.0 (57.2)              | 16.7 (62.1)              | 16.8 (62.2)              | 14.2 (57.6)              | 11.5 (52.7)              | 7.7 (45.9)               | 4.8 (40.6)               | 9.4 (49.0)               |
| 평균 강수량 mm (인치)                         | 66.5 (2.62)              | 52.5 (2.07)              | 52.2 (2.06)              | 33.7 (1.33)              | 18.7 (0.74)              | 8.9 (0.35)               | 9.1 (0.36)               | 13.0 (0.51)              | 20.3 (0.80)              | 44.3 (1.74)              | 82.5 (3.25)              | 69.7 (2.74)              | 471.4 (18.57)            |
| 평균 강수일수                                 | 10.3                     | 10.1                     | 9.7                      | 8.6                      | 6.2                      | 3.0                      | 2.1                      | 2.5                      | 5.0                      | 6.9                      | 9.4                      | 12.2                     | 86                       |
| 평균 상대 습도 (%)                            | 75.3                     | 73.6                     | 72.2                     | 68.6                     | 60.5                     | 54.0                     | 52.5                     | 56.6                     | 65.8                     | 71.8                     | 76.7                     | 77.3                     | 67.1                     |
| 출처: Hellenic National Meteorological Agency |                          |                          |                          |                          |                          |                          |                          |                          |                          |                          |                          |                          |                          |

## 특징

### 지형

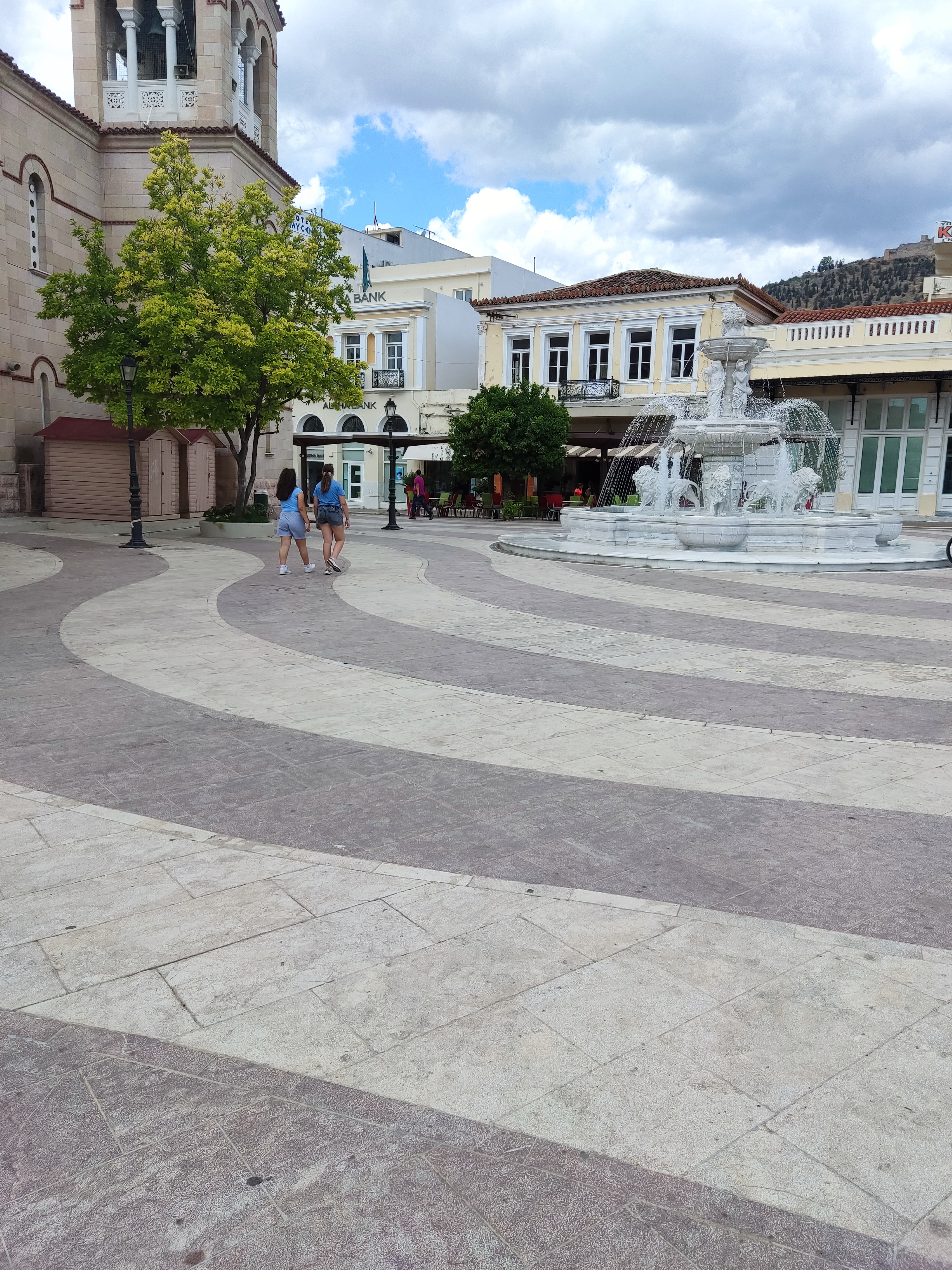
2022년 공개된 아르고스 분수.

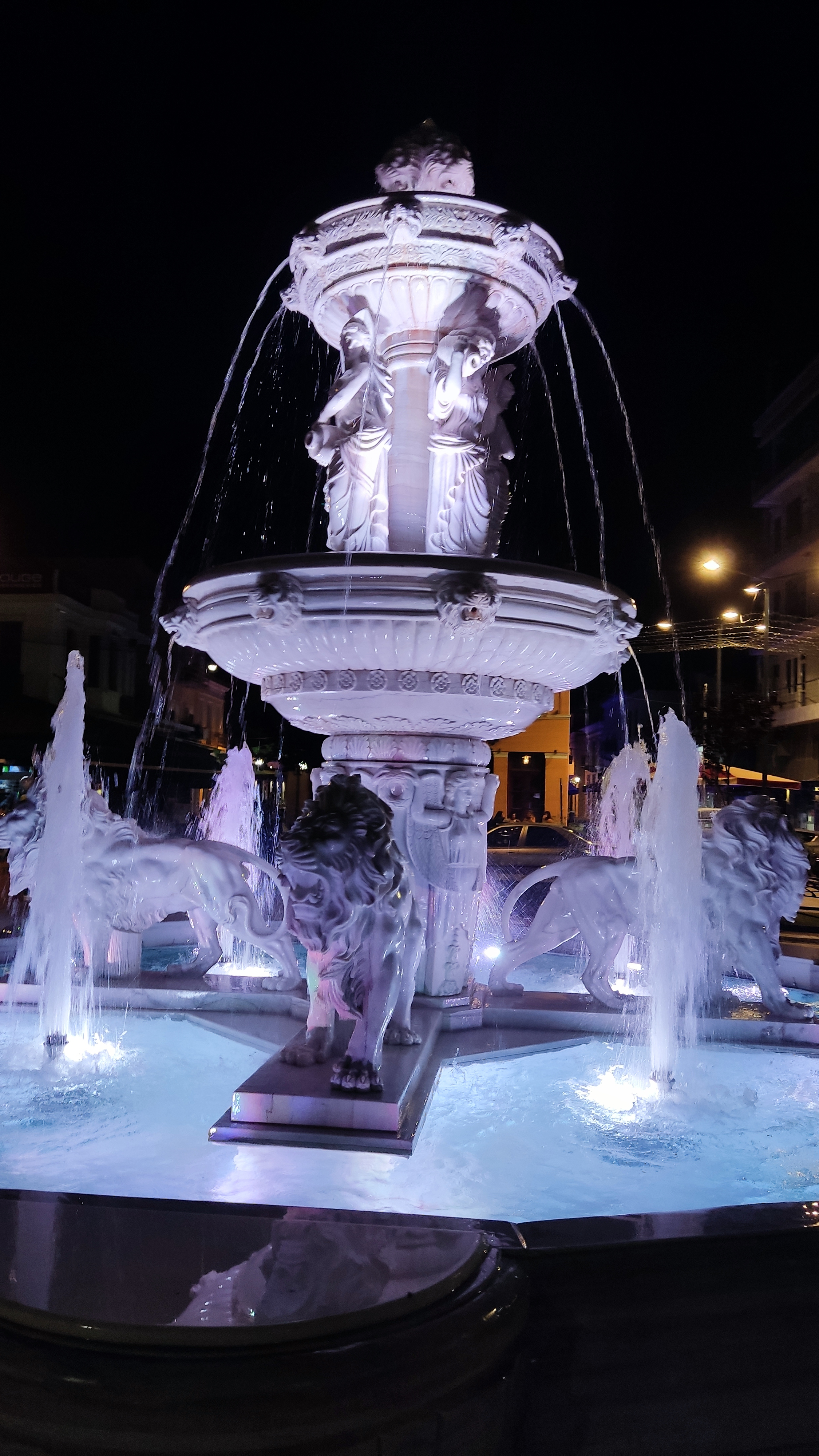
밤의 아르고스 분수.

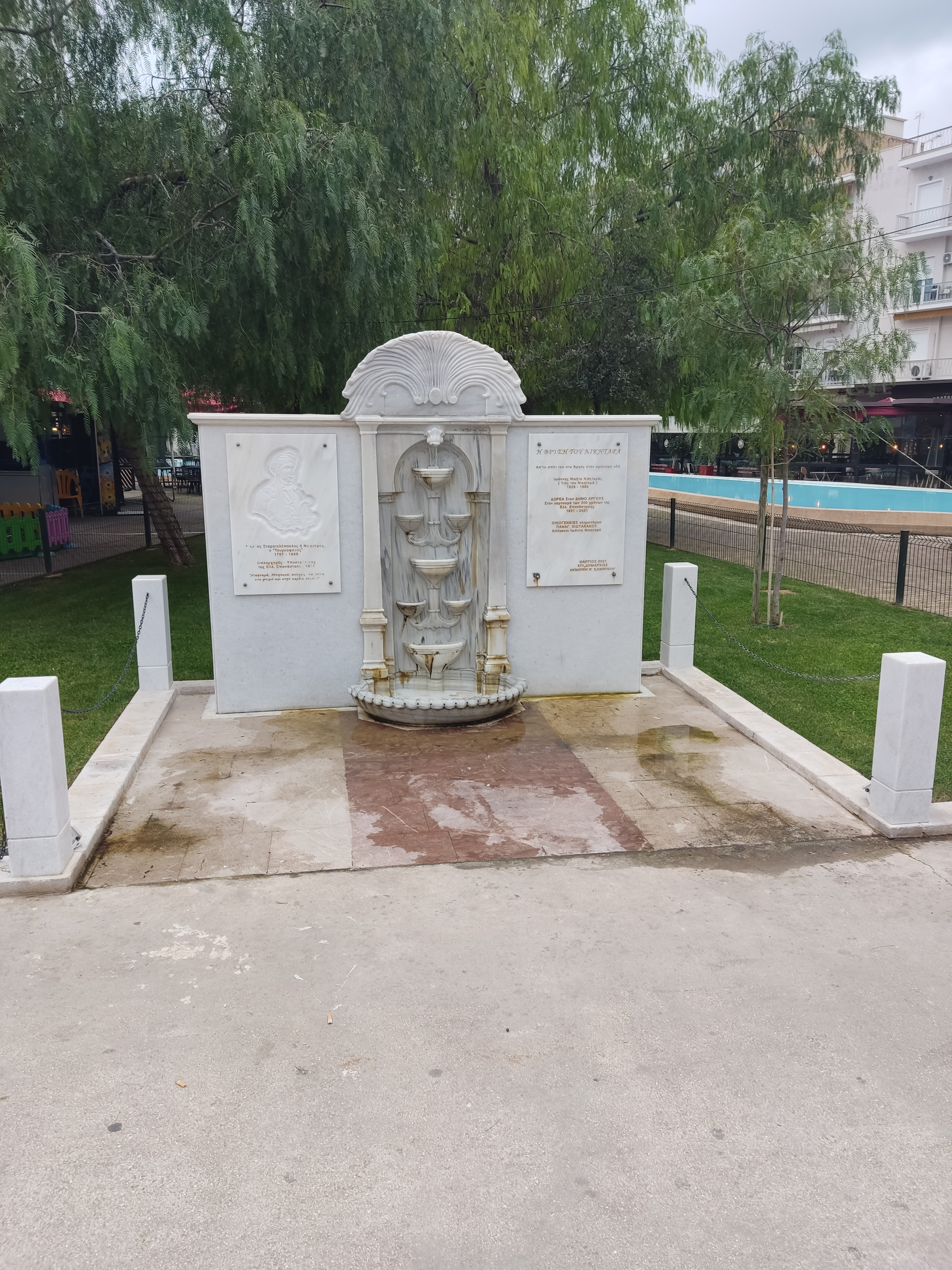
2021년 3월 공개된 니키타라스 수도꼭지.

아르고스 시는 북쪽으로 크세리아스 건천, 동쪽으로 이나호스 강과 그 지류인 파니차 하천, 서쪽으로 라리사 언덕 (동명의 성과 파나기아 카타케크리메니-포르토칼로우사 수도원이 위치)과 아스피다 언덕 (비공식적으로 프로페테스 엘리아스 언덕), 남쪽으로 노티오스 페리페리아코스 도로로 경계가 정해진다.
성 베드로 광장은 동명의 대성당(성 베드로 기적의 사람에게 헌정)과 함께 도시의 중심을 이루며, 다른 특징적인 도시 광장으로는 일주일에 두 번 시장이 열리는 라이키 아고라(열린 시장) 광장(공식 명칭 디모크라티아스(공화국) 광장), 스타라고라(밀 시장) 광장(공식 명칭 데르베나키아 광장), 디카스티리온(법원) 광장이 있다. 보니스 공원은 도시의 중요한 녹지 공간이다.
현재 도시에서 상업 활동이 가장 활발한 거리는 아기오스 페트로스 광장 주변(카포디스트리우, 다나오우, 바실레오스 콘스탄티노우 거리)과 코린투 거리이다. 페조드로미(보행자 거리), 즉 포장된 미카엘 스타모우, 찰다리, 베니젤로우 거리는 다양한 상점과 카페가 밀집해 있어 가장 인기 있는 만남의 장소이다. 바실레오스 콘스탄티노우 거리와 초크리 거리가 만나는 지점 주변에 있는 구바(Gouva) 지역 또한 상업 지역으로 간주된다.
도시 중심부, 성 베드로 교회 옆에는 2015년 2월부터 2016년 4월까지 진행된 대규모 도시 재개발 공사 중에 건설되고 채워진 인공 호수가 있다. 도시 광장 재개발 공사 중에는 현재의 성 베드로 교회 북쪽에 위치했던 오래된(지금은 철거된) 성 니콜라스 교회의 바닥이 발견되었는데, 이 교회는 1865년 이후에 지어졌다. 중앙 고고학 위원회의 결정에 따라, 오래된 교회의 바닥과 측벽의 일부는 2016년 3월 초에 흙으로 덮였다.

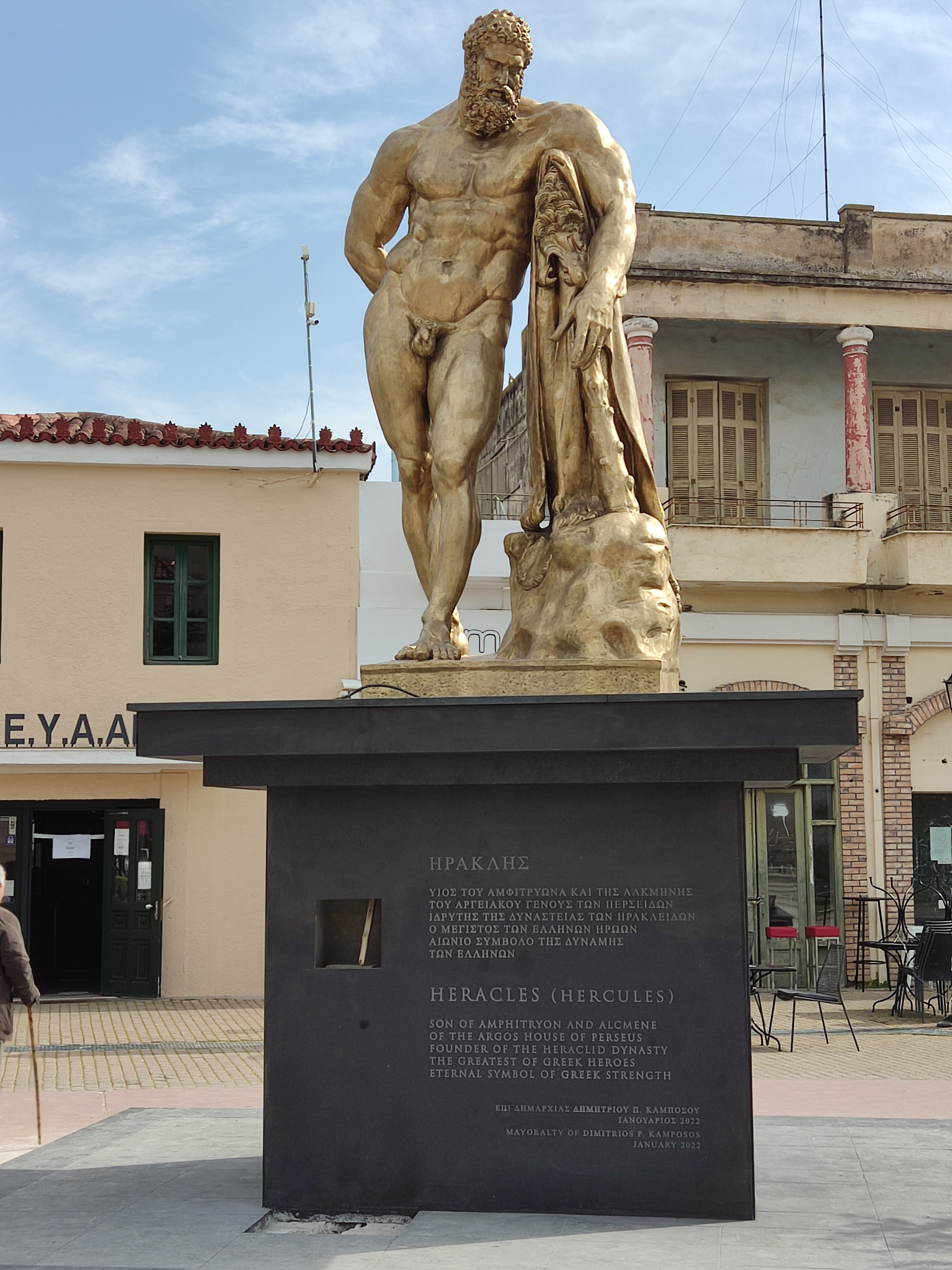
헤라클레스 동상

2022년 2월 15일 헤라클레스의 새로운 동상이 공개되었다. 이 동상은 기원전 4세기에 시키온의 리시포스가 만든 동상의 복제품이다. 리시포스 동상의 로마 시대 복제품은 파르네세 헤라클레스로 알려져 있으며, 이탈리아 나폴리에 전시되어 있다.
2022년 3월에는 성 베드로 광장의 분수 건설이 완료되었다. 대리석 분수대 밑단에는 네 마리의 사자가 있다. 위쪽에는 다나이데스 네 명의 모습이 보인다. 이 분수는 너비 7미터, 높이 5미터이며, 아테네 미술대학과 협력하여 설계되었다.
이 도시에는 라리사 언덕에 세 개의 수도원이 있다.

### 인구
기원전 700년에는 적어도 5,000명의 사람들이 도시에 살았다. 기원전 4세기에는 이 도시에 30,000명에 달하는 사람들이 거주했다.
오늘날, 2021년 그리스 인구 조사에 따르면, 이 도시의 인구는 21,891명이다. 아르골리다에서 가장 큰 도시이며, 수도 나플리오보다 크다.

### 경제

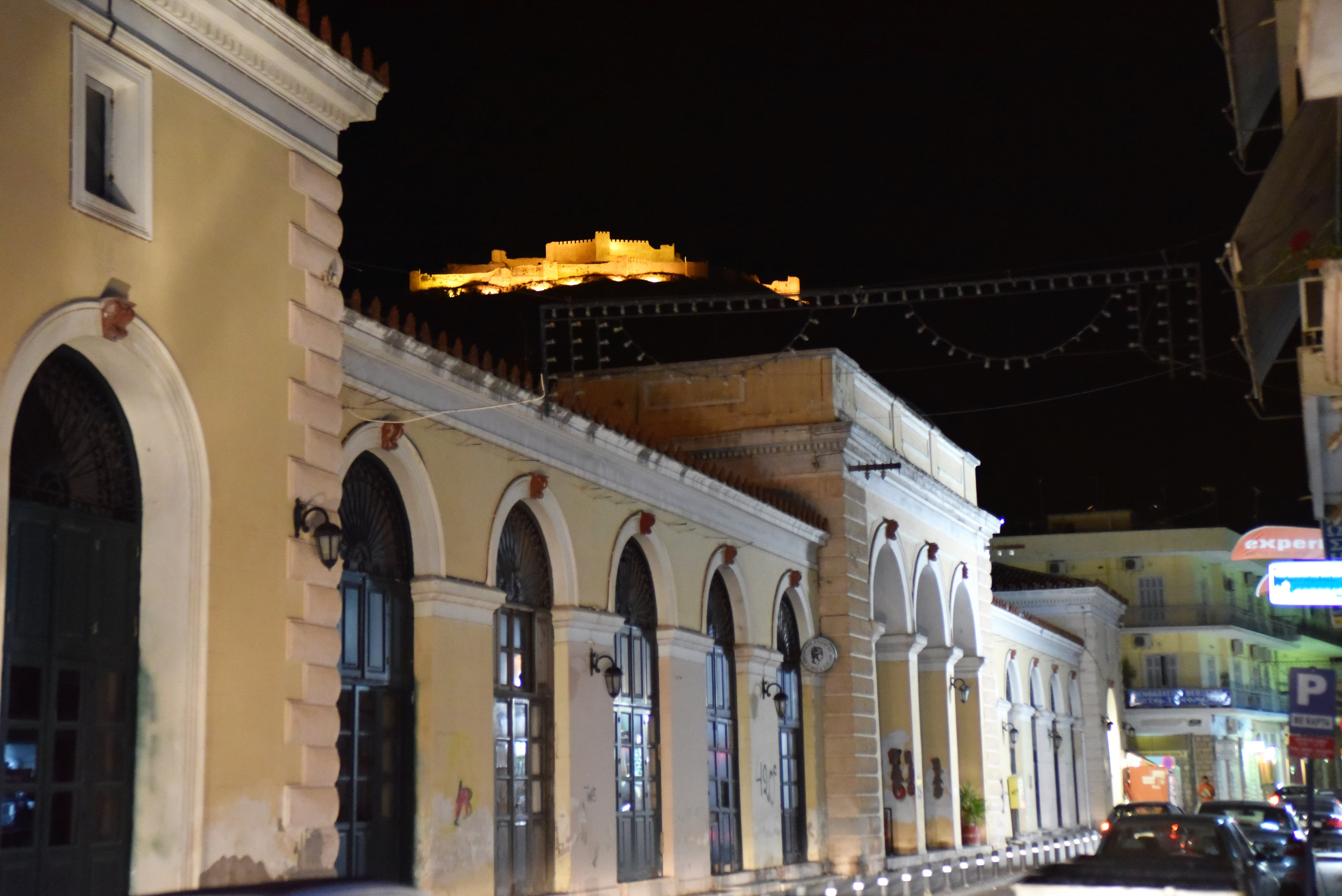
시립 시장

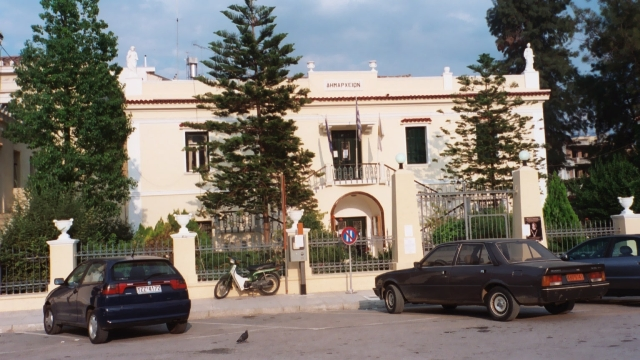
2002년 옛 시청 건물; 1830년에 지어져 2012년까지 시청으로 사용되었다

이 지역의 주요 경제 활동은 농업이다. 감귤류가 주요 작물이며, 올리브와 살구가 그 뒤를 잇는다. 이 지역은 또한 지역 멜론 품종인 아르고스 멜론(또는 아르기티코)으로 유명하다. 또한 유제품의 중요한 현지 생산과 과일 가공 공장이 있다.
고대 및 중세 도시의 상당한 유적이 남아 있으며 인기 있는 관광 명소이다.

## 기념물

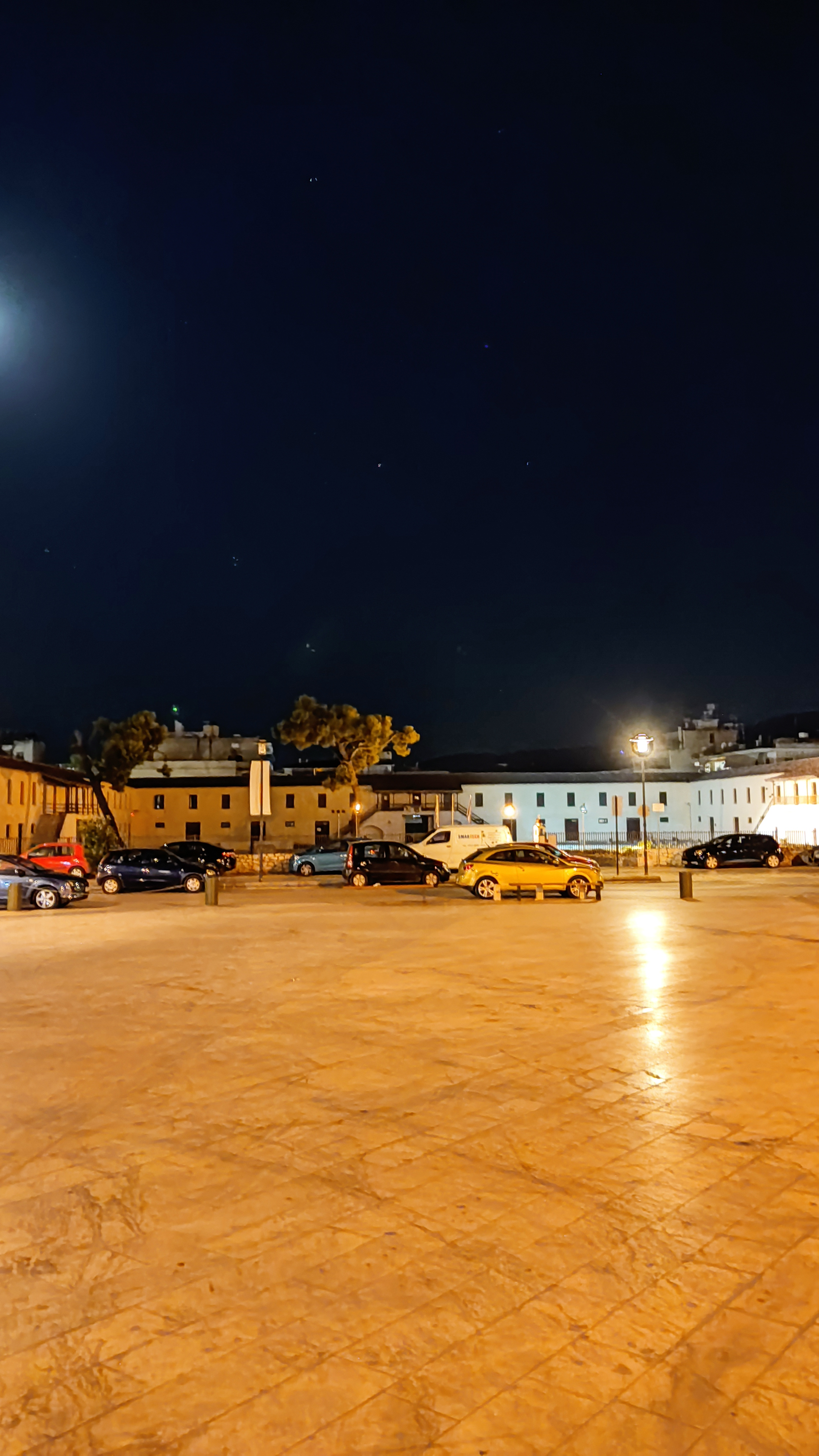
밤의 아르고스 카포디스트리아 막사

아르고스의 역사 및 고고학적 기념물 대부분은 현재 사용되지 않거나, 버려졌거나, 부분적으로만 개조되었다:
- 선사 시대에 지어진 라리사 성채는 고대부터 여러 차례 수리와 확장되었으며, 그리스에 대한 베네치아 지배와 그리스 독립 전쟁 동안 중요한 역사적 역할을 했다.[63] 이 성채는 도시에서 가장 높은 지점(289m)인 라리사 언덕 꼭대기에 위치해 있다. 고대에는 인근 아스피다 언덕에도 성채가 있었다. 이 두 성채는 벽으로 연결되어 적의 침입으로부터 도시를 요새화했다.
- 기원전 3세기에 지어진 20,000명 수용 규모의 고대 극장은 기원전 5세기 인근의 더 오래된 극장을 대체했으며 고대 아고라와 연결되어 있었다. 이 극장은 고대 도시와 아르골리다만의 어느 곳에서든 볼 수 있었다. 1829년, 요안니스 카포디스트리아스는 새로 건립된 그리스 국가의 제4국민회의를 위해 이곳을 사용했다. 오늘날 여름철에는 이곳에서 문화 행사가 개최된다.[64]
- 고대 극장 옆에 위치한 고대 아고라는 기원전 6세기에 발전했으며, 코린토스, 헤라이온, 테게아에서 오는 고대 도로들의 교차점에 있었다. 이 지역의 발굴을 통해 기원전 460년에 아르고스가 민주 정치를 채택했을 때 지어진 불레우테리온, 아폴론 리케이오스 성역, 그리고 팔라이스트라가 발견되었다.[65]
- 아르고스의 "크리테리온"은 도시 남서쪽, 라리사 언덕 기슭에 위치한 고대 기념물로, 기원전 6세기부터 3세기 사이에 현재의 구조를 갖추게 되었다. 처음에는 아테네의 아레이오스 파고스와 유사하게 고대 아르고스의 법원 역할을 했다. 신화에 따르면, 아르고스의 초대 왕 다나오스의 50명의 딸 중 한 명인 히페름네스트라가 이곳에서 재판을 받았다고 한다. 나중에 하드리아누스 통치기에는 북아르고스에 위치한 하드리아누스 수로에서 물을 모아 순환시키기 위한 분수가 만들어졌다. 이 유적지는 포장된 길을 통해 고대 극장과 연결되어 있다.[66]
- 카포디스트리아스 병영은 보존할 가치가 있는 유서 깊은 건물이다. 1690년대 베네치아 지배 시대에 지어졌으며, 처음에는 자비의 수녀회가 운영하는 병원으로 사용되었다. 튀르크크라티아 시대에는 시장과 우체국으로 사용되었다. 이후 1829년, 그리스 혁명 중에 발생한 상당한 손상은 카포디스트리아스에 의해 수리되어 건물이 기병 막사, 학교 (1893~1894), 전시장 (1899), 그리스-튀르키예 인구 교환 중 이주한 그리스 난민을 위한 피난처 (1920년부터), 그리고 독일 점령 기간 동안 심문 및 고문 장소로 사용되었다. 1955~1968년에는 군에서 마지막으로 사용되었으며, 현재는 아르고스 비잔틴 박물관, 지역 기업을 수용하고 전시 공간으로도 사용된다.[67]
- 1889년에 지어진 시립 신고전주의 시장 건물(비공식적으로는 "카마레스", 즉 아치형 건물이라는 뜻으로, 자랑하는 아치에서 유래)은 디모크라티아스 광장 옆에 위치하며, 에른스트 질러 양식으로 지어진 현대 아르고스의 건축 걸작 중 하나이다. 길고 두 개의 통로로 된 보존 가능한 건물에는 작은 상점들이 입주해 있다.[68]
- 중앙 아르고스에 있는 카포디스트리아스 학교. 요안니스 카포디스트리아스의 그리스인에게 교육의 기회를 제공하려는 노력의 일환으로 건축가 람브로스 자보스가 1830년에 지은 이 학교는 최대 300명의 학생을 수용할 수 있었다. 그러나 기술적 어려움으로 인해 쇠퇴하다가 1932년에 마지막으로 여러 차례 복원되었다. 오늘날 그 신고전주의적 특징이 분명하게 나타나며, 이 건물은 도시의 1번 초등학교로 사용되고 있다.[69]
- 1830년 카포디스트리아스 시대에 지어진 옛 시청 건물로, 원래는 치안 판사, 아르고스 지방 정부, 카라비니에리 부대, 그리고 감옥으로 사용되었다. 1987년부터 2012년까지 시청으로 사용되었으며, 현재는 카포디스트리우 거리에 위치해 있다.
- 친헬레니스트 토머스 고든의 집은 1829년에 지어졌으며, 여학교, 무용 학교로 사용되었고, 그리스 제4포병 연대의 본부로도 사용되었다. 현재는 프랑스 아테네 연구소(Institut Français d' Athènes)가 입주해 있다.[70]
- 그리스 독립 혁명의 중요한 군사 투사이자 아르고스 의원이었던 초크리스 장군의 집.
- 아르고스에 남아있는 몇 안 되는 오스만령 그리스 시대 건물 중 하나인 아기오스 콘스타디노스 사원. 1570년~1600년경에 지어진 것으로 추정되며, 미나레트도 있었다. 1871년 기독교 사원으로 선포될 때까지 모스크와 오스만 묘지로 사용되었다.[71]
- 아스피다 언덕의 석실분.
- 헬리니콘 피라미드. 기원전 4세기 후반으로 거슬러 올라가며, 그 목적(분구묘, 요새)에 대해 많은 이론을 불러일으켰다. 널리 받아들여지는 과학적 연대기 외에도, 일부 사람들은 이 피라미드가 기자의 대피라미드 직후에 아르고스 시민들과 이집트 사이의 훌륭한 관계의 상징으로 지어졌다고 주장한다.

선사 시대부터 거슬러 올라가는 많은 고고학적 유물들은 성 베드로 광장의 옛 디미트리오스 칼레르기스 건물에 있는 아르고스 박물관에서 찾아볼 수 있다. 도시 북서부 외곽의 동명 지역(Aerodromio)에 위치한 아르고스 비행장도 언급할 가치가 있다. 이 지역은 1916~1917년에 조성되었으며, 그리스-이탈리아 전쟁과 그리스 공군 사관학교의 새로운 카베로스 학교 비행사 훈련에 집중적으로 사용되었다. 또한 남부 그리스 공군의 조직에 중요한 기준점이 되었다. 또한, 이 비행장은 독일인들이 크레타 전투 중 공수 부대를 투하하는 데 사용되었다. 1985년까지 올리브 나무 재배를 위한 살포기(농업 목적)의 이착륙 지점으로 마지막으로 사용되었다.

## 교통

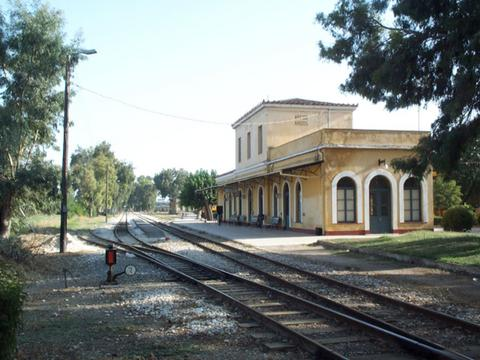
철도역

아르고스는 인근 지역 및 아테네와 정기 버스 서비스로 연결되어 있다. 또한, 아기오스 페트로스와 라이키 아고라 광장에는 택시 승강장이 있다. 잘 갖춰진 도로망은 도시와 주변 마을, 그리고 펠로폰네소스 및 다른 지역과의 연결을 보장한다.
이 도시에는 철도역도 있지만, 현재는 그리스 국철이 펠로폰네소스반도 지역의 모든 철도 서비스를 무기한 중단했기 때문에 폐쇄된 상태이다. 그러나 2014년 후반에 아르고스, 나플리오, 코린토스에 아테네 교외 철도를 확장하는 계획의 일환으로 역이 다시 개통될 것이라고 발표되었지만, 이 계획은 실현되지 않았다. 마침내 2020년 중반에는 펠로폰네소스 지역 정부가 그리스 국철과 협력하여 2021년 중반에 노선 재운영을 위해 미터궤 선로 및 역 유지보수를 할 것이라고 발표되었다. 2023년 4월 현재, 지역 주민들의 실망 속에서도 철도 노선 재개통을 위한 아무런 조치도 취해지지 않았다.

## 교육
아르고스는 인근의 인구 밀도가 낮은 지역과 마을에도 서비스를 제공하는 다양한 교육 기관을 보유하고 있다. 특히 이 도시에는 7개의 초등학교(dimotika), 4개의 김나지움 (중학교), 3개의 리케이온 (고등학교), 1개의 직업 학교, 1개의 음악 학교, 관광 사업 및 요리 학과, 대학원 과정의 ASPETE 학과가 있다. 이 도시에는 또한 2개의 공공 도서관이 있다.
2020~2021학년도에는 아르고스에 펠로폰네소스 대학교 농촌 경제 학부의 운영 시작이 계획되었다. 그러나 이 학부의 설립은 그리스 교육부에 의해 취소되었다.
보니 공원 옆에는 시립 어린이-청소년 도서관이 있고, 아겔리 보보 거리 옆에도 또 다른 도서관이 있다.

## 아르고스의 시장
이 지방 자치체는 1834년에 설립되어 1914년까지, 그리고 1925년부터 2010년까지 운영되다가 폐지되었다. 1914년~1925년 동안에는 인구가 10,000명 미만으로 감소하여 공동체로 강등되었다. 1997년 카포디스트리아스 개혁 이전에는 아르고스 지방 자치체에는 아르고스 공동체만 포함되었다. 초대 시장은 흐리스토스 블라시스였다.
- 1834–1838 흐리스토스 블라시스
- 1838–1841, 1852–1855 콘스탄티노스 보코스
- 1841–1848 게오르기오스 초크리스
- 1848–1852 콘스탄티노스 로도풀로스
- 1855–1858 이오안니스 블라시스 (그리고 의원)
- 1858–1861 페트로스 디바니스 (의사)
- 1861–1866 람브로스 람브리니디스
- 1866–1870 미하일 파스할리노풀로스
- 1870–1874, 1879–1883 미하일 파팔렉소풀로스 (의사, 의원, 총독)
- 1874–1875, 1883–1891, 1893–1899 스필리오스 칼모우호스
- 1891–1893 하랄람보스 미스타코풀로스 (1830–1894, 재직 중 사망)
- 1899–1903 엠마누일 루소스 (의사)
- 1903–1907 디미트리오스 P. 쿠지스 (1870–1958) (상원의원 및 의원)
- 1907–1914 안드레아스 카라자스 (변호사)
- 1917–1918 흐리스토스 카라기안니스 (아르고스 공동체 회장)
- 1925–1928년 1월 22일 아겔리스 보보스 (1878–1928) 상인, (재직 중 사망)
- 1928–1941 콘스탄티노스 보보스 (상인). 그의 형제 아겔리스의 뒤를 이음.
- 1941–1943 에프티미오스 스미르니오타키스 (변호사)
- 1943–1944 게오르기오스 파파기아노풀로스 (변호사)
- 1944–1945 콘스탄티노스 도로비니스 (치과의사)
- 1951–1964 에프스타티오스 마리노스 (1902–1990)
- 1964–1967 게오르기오스 토모풀로스 (1906–1995)
- 1967–1973 테오도로스 폴리흐로노풀로스
- 1973–1974[81] 마리오스 프레스벨로스
- 1974–1975 (국민통일정부 임명)
- 1975–1978 디미트리오스 보니스
- 1979–1986[82] 게오르기오스 페이루니스 (1926–1999)
- 1987–1998 디미트리오스 파파니콜라우 (1937–2017)
- 1999–2002 니콜라오스 콜리글리아티스
- 2003–2006 디미트리오스 플라티스
- 2007–2010 바실레이오스 부리스

## 스포츠
아르고스는 상위 국가 리그에 소속되어 여러 업적을 달성한 두 개의 주요 스포츠 클럽을 보유하고 있다. 1926년에 창단된 파나르기아코스 FC 축구 클럽과 1976년에 창단된 AC 디오미디스 아르고스 핸드볼 클럽이다. 아르고스를 기반으로 하는 다른 스포츠 클럽은 다음과 같다. AEK 아르고스, 아폴론 아르고스, 아리스테아스 아르고스, 올림피아코스 아르고스, 다나오이, 파니오니오스 달라마나라 등이 있다.
이 도시에는 시립 스포츠 센터, 실내 체육관, 그리고 2021년 5월에 개장한 시립 수영장이 있다.
| 아르고스에 기반을 둔 스포츠 클럽 | 아르고스에 기반을 둔 스포츠 클럽 | 아르고스에 기반을 둔 스포츠 클럽 | 아르고스에 기반을 둔 스포츠 클럽        |
| 클럽                             | 창립                             | 스포츠                           | 업적                                    |
| -------------------------------- | -------------------------------- | -------------------------------- | --------------------------------------- |
| 파나르기아코스 FC                | 1926                             | 축구                             | 이전에 알파 에트니키 참가               |
| AC 디오미디스 아르고스           | 1976                             | 핸드볼                           | 그리스 핸드볼의 범그리스 및 유럽 타이틀 |

## 저명한 인물
- 아크리시오스, 신화 속 왕
- 테오클리메노스, 신화 속 예언자
- 아가멤논, 아카이아인의 전설적인 지도자이자 트로이 전쟁의 영웅
- 아쿠실라오스 (기원전 6세기), 로고그라포스와 신화학자
- 아겔라다스 (기원전 6세기~5세기), 조각가
- 칼카스 (기원전 8세기), 호메로스 신화 속 예언자
- 카라노스, (기원전 8세기), 마케도니아 아르게아스 왕조의 건국자
- 레오 스구로스 (13세기), 비잔틴 데스포티스
- 니콘 메타노이테스 (10세기), 아르메니아계 기독교 성인, 일부 자료에 따르면 아르고스 출생
- 페이돈 (기원전 7세기), 아르고스 왕
- 아르고스 (기원전 7세기), 아르고스 왕
- 폴리클레이토스 (기원전 5세기~4세기), 조각가
- 소 폴리클레이토스 (기원전 4세기), 조각가
- 텔레실라 (기원전 6세기), 그리스 시인
- 빌리스티케, 헤타이라이자 프톨레마이오스 2세 필라델포스 파라오의 연인
- 엘레니 바코파노스 (1954년생), 캐나다 정치인
- 새뮤얼 그린 휠러 벤자민 (1837~1914), 미국 정치인

## 국제 관계

### 자매 도시
아르고스는 다음 도시와 자매 결연을 맺고 있다.
- 베리아, 그리스
- 아브빌, 프랑스[85]
- 에피스코피, 키프로스[85]
- 므츠헤타, 조지아 (1991)[85]